# Jan I Carondelet

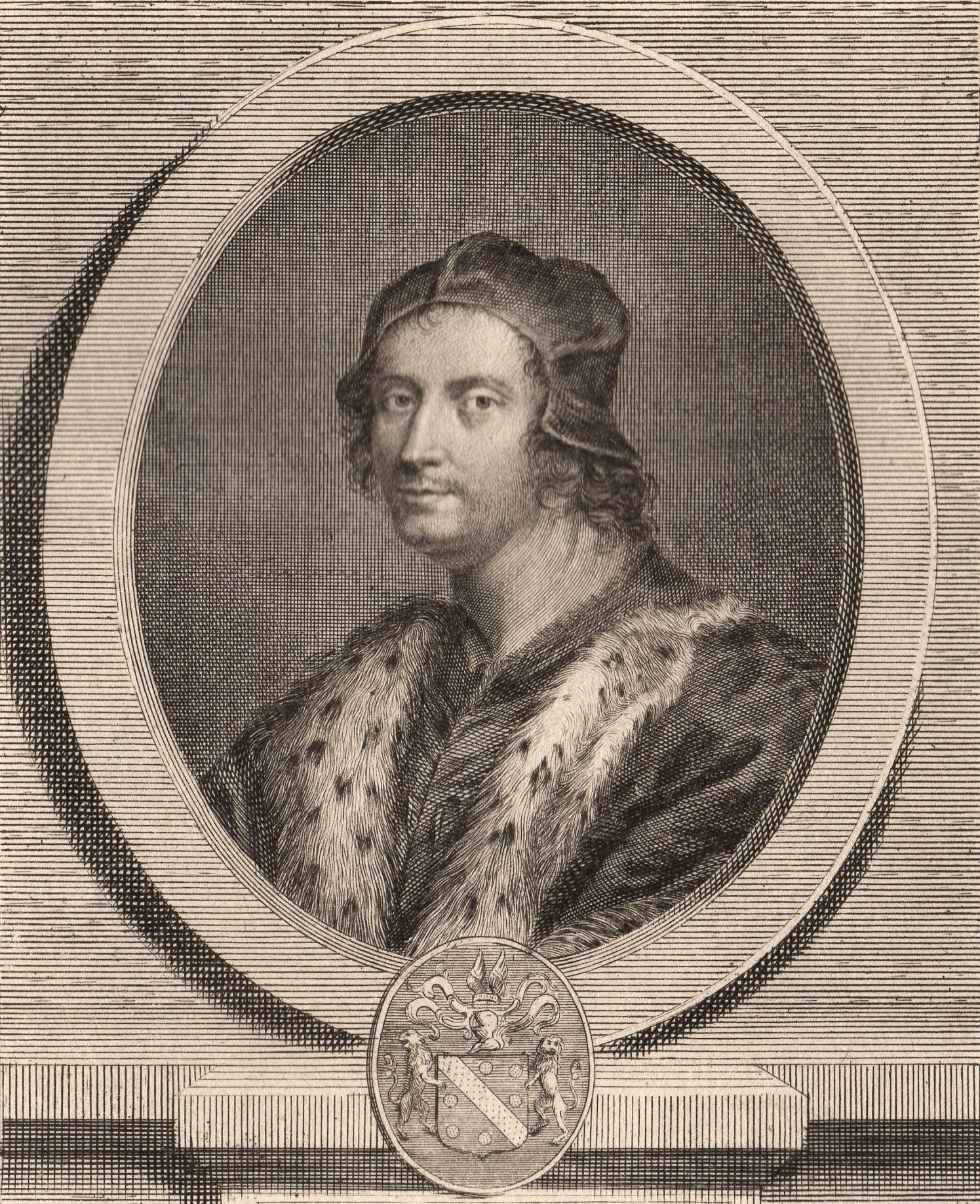
Jan I Carondelet

Jan (Jean) I Carondelet (Dole, 1428 of 1429 – Mechelen, 2 maart 1502) was een Bourgondisch jurist en staatsman. 

## Levensloop
Hij was een zoon van Jean Carondelet en Jeanne de Basan. Na schitterende studies aan de Universiteit van Dole werd hij rechter in Besançon. Rond 1470 nam Filips de Goede hem als rekwestenmeester en als een van zijn raadgevers. Karel de Stoute bevestigde hem in die functies en vertrouwde hem diplomatieke zendingen en onderhandelingen toe.
Van 1473 tot 1477 was Carondelet de eerste voorzitter van het door Karel de Stoute opgerichte Parlement van Mechelen, en daarna van 1480 tot 1496 was hij kanselier van Vlaanderen en Bourgondië.
Hij was getrouwd met Marguerite de Chassey en ze hadden zes zonen en vijf dochters. De oudste was Claude Carondelet en de tweede Jan Carondelet. Een andere zoon was Ferry Carondelet.